# Euxesta rubida
Euxesta rubida är en tvåvingeartart som beskrevs av Charles Howard Curran 1935.
Euxesta rubida ingår i släktet Euxesta och familjen fläckflugor. Artens utbredningsområde är Idaho. Inga underarter finns listade i Catalogue of Life.